# Ајзак Хамфриз
Ајзак Хамфриз (енгл. Isaac Bradley Humphries; Сиднеј, 5. јануар 1998) је аустралијски кошаркаш. Игра на позицијама крилног центра и центра, а тренутно наступа за Лејкланд меџик. 

## Каријера
Хамфриз је од 2015. до 2017. године похађао Универзитет Кентакија. За Кентаки вајлдкетсе уписао је 61 наступ, а просечно је по утакмици постизао 2,4 поена и хватао 2,7 скокова.  На НБА драфту 2017. није изабран.
У периоду након драфта није успео да се наметне ниједној НБА екипи, па се одлучио за повратак у Аустралију. Тамо је 27. јула 2017. потписао је први сениорски уговор и то са Сиднеј кингсима. За ову екипу наступио је 26 пута, а просечно је по утакмици бележио 6,9 поена, 3,6 скокова и једну блокаду. Овај учинак донео му је и награду за најбољег новајлију сезоне 2017/18. у аустралијском првенству.
Дана 20. марта 2018. потписао је трогодишњи уговор са ФМП-ом.  Ипак, већ по завршетку сезоне 2017/18. напустио је екипу из Железника.
Са кадетском репрезентацијом Аустралије освојио је сребрну медаљу на Светском првенству 2014. године.

## Успеси

### Репрезентативни
- Светско првенство до 17 година:  2014.